# Chaenorhinum reticulatum
Chaenorhinum reticulatum är en grobladsväxtart som beskrevs av F. Speta. Chaenorhinum reticulatum ingår i släktet småsporrar, och familjen grobladsväxter. Inga underarter finns listade i Catalogue of Life.